# 察里津公園

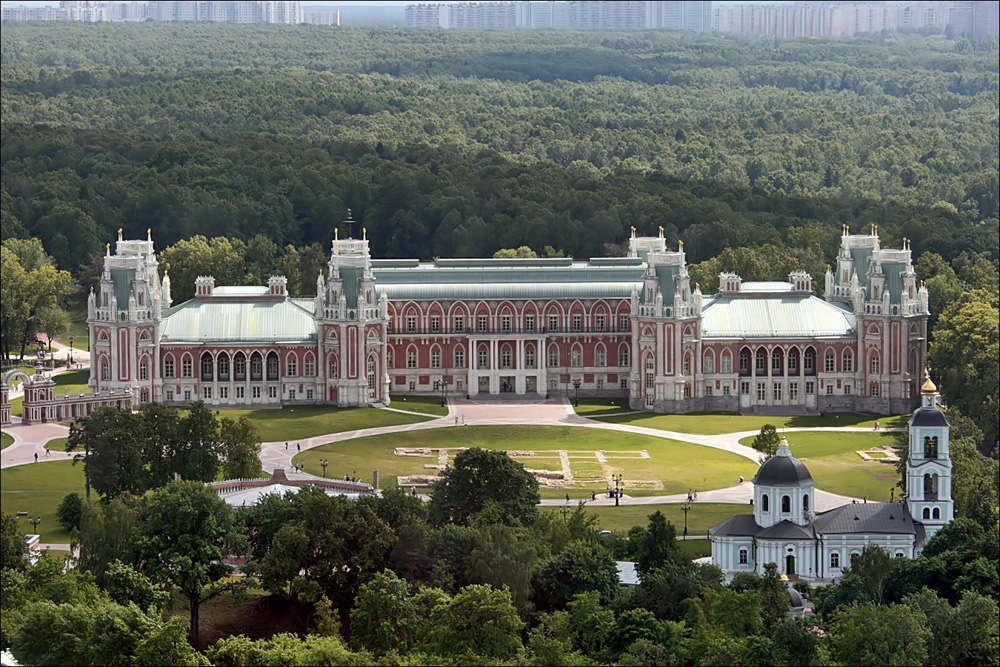

察里津公園（Tsaritsyno Park）是位於俄羅斯首都莫斯科的一座公園，公園內有一座成立於1984年的同名博物館。

## 历史
察里津公園始建於16世紀後期，當時是一座貴族莊園。1755年，莊園被女皇葉卡捷琳娜二世買走，並改為現在的名稱，意為皇后莊園。現在察里津公園內有歷史和建築博物館，以及大規模的皇家園林。